# Referèndum constitucional del Senegal de 1970
El 22 de febrer de 1970 es va celebrar al Senegal un referèndum sobre el restabliment del càrrec de Primer Ministre, després que el lloc se suprimís en un referèndum celebrat en 1963. El resultat va ser pràcticament unànime, un 99,96% de votants a favor del canvi, amb una participació del 95,2%. Després del referèndum, Abdou Diouf va ser nomenat per al lloc el 26 de febrer.